# Goudsmitpaviljoen

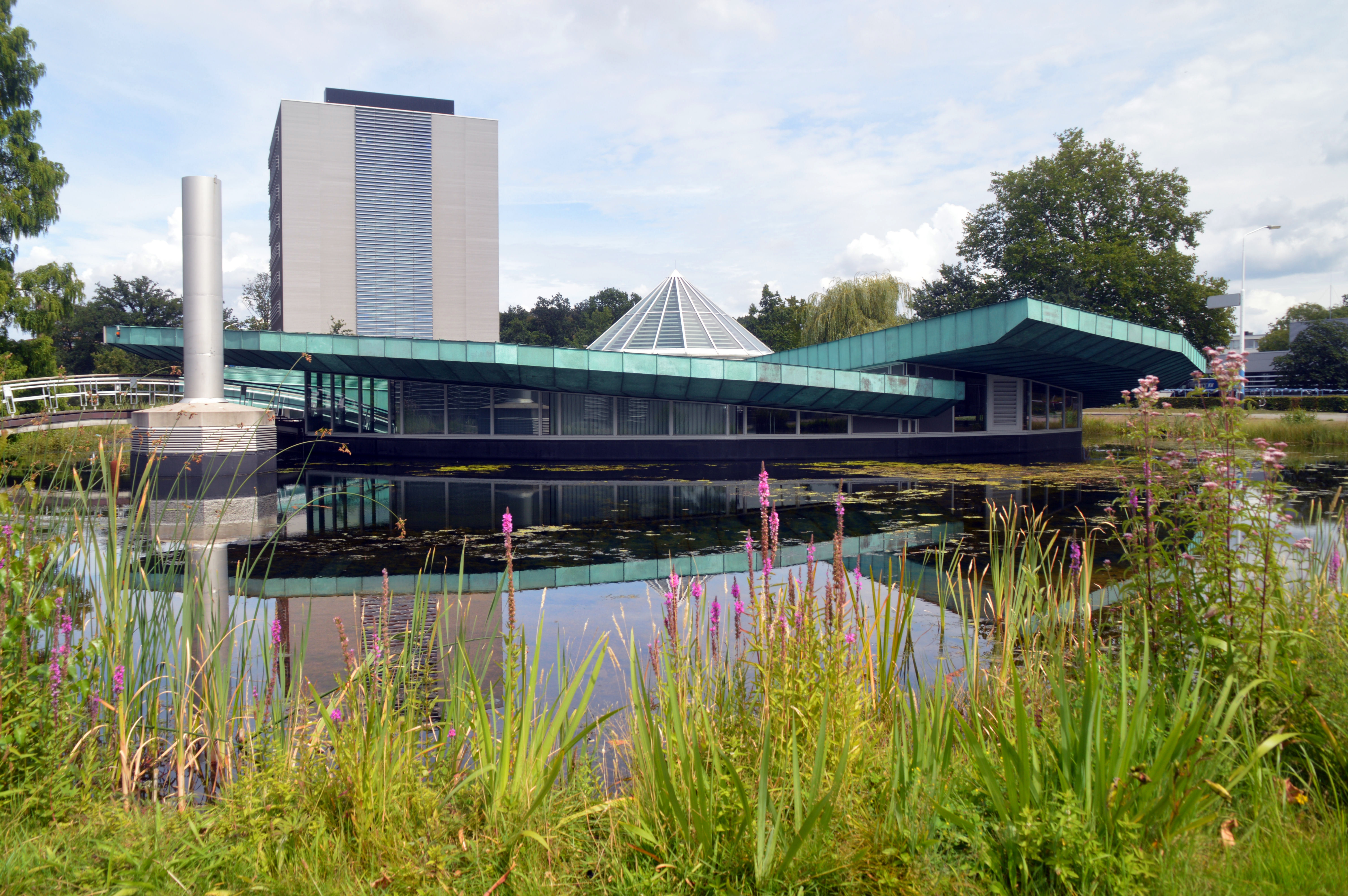
Het Goudsmit Paviljoen

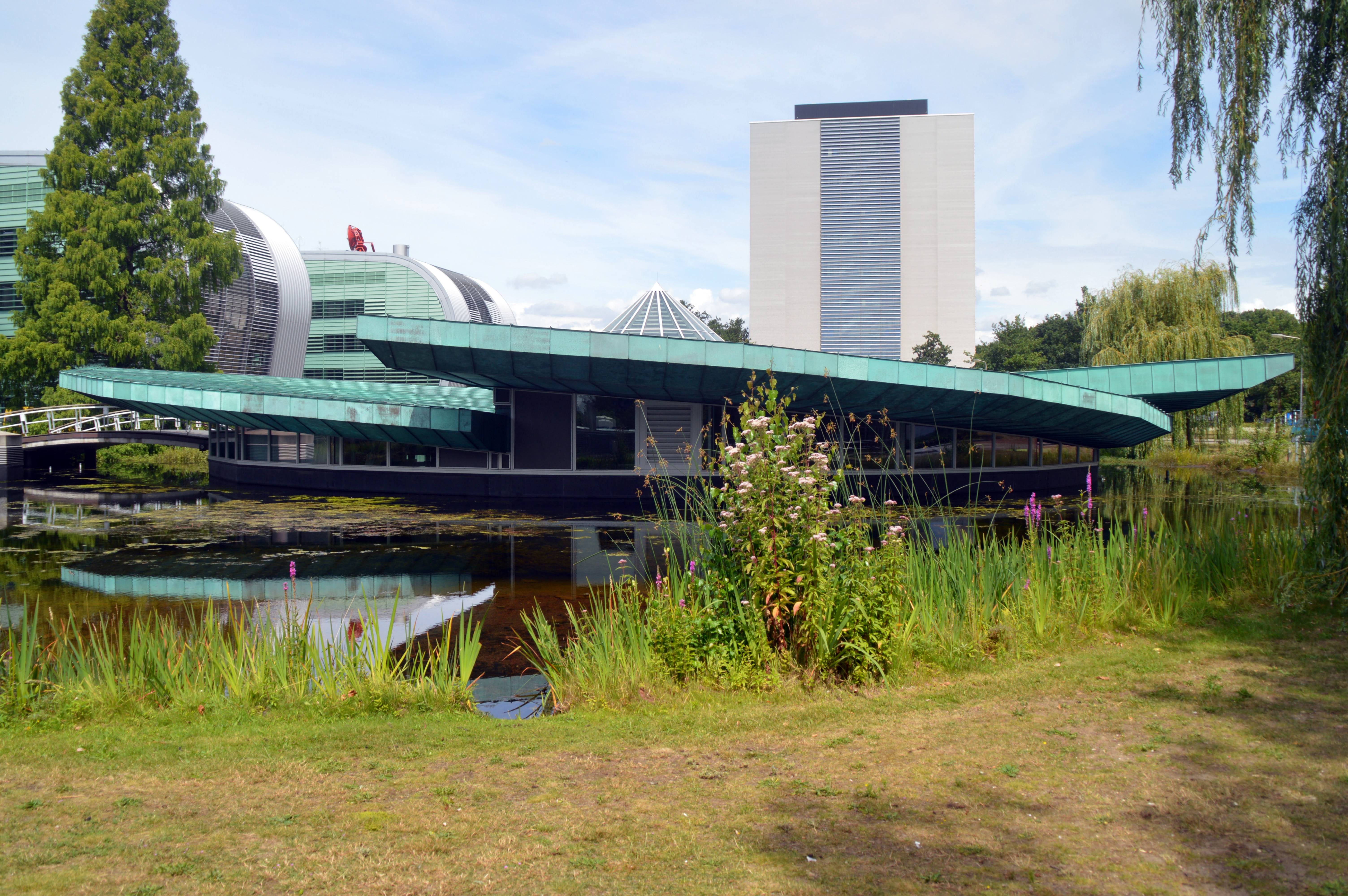
Het Goudsmit Paviljoen met links het Huygensgebouw en achter het Mercator gebouw

Het Goudsmit Paviljoen voor Nuclear Magnetic Resonance-onderzoek, ook wel het NMR-paviljoen of kortweg het Goudsmitpaviljoen genoemd, is een bouwwerk in de Nederlandse stad Nijmegen dat deel uitmaakt van de Radboud Universiteit. Het is een in de grond verzonken, trillingsvrij, betonnen gebouw in de vorm van een lotusbloem, dat omgeven is door een vijver.
In het Goudsmitpaviljoen, dat op 10 november 2005 officieel werd geopend in het bijzijn van Nobelprijswinnaar Richard R. Ernst, vindt wetenschappelijk onderzoek plaats op basis van nuclear magnetic resonance (Nederlands: "kernspinresonantie"). Dit gebeurt met negen NMR-apparaten van het Institute for Molecules and Materials, waarvan de nieuwste een sterkte heeft van 22,3 tesla, een half miljoen keer sterker dan het magneetveld van de aarde. Met de apparaten wordt onderzoek gedaan naar de ruimtelijke structuren van materialen. Bijzonder aan het Nijmeegse NMR-lab is de combinatie van NMR-onderzoek aan biomaterialen, vastestof-NMR en methode-ontwikkeling. Zo ontstaat een interessante kruisbestuiving, waarbij de ontdekkingen in het ene gebied weer nieuwe onderzoeksuitdagingen voor het andere vormen.
Op 1 juli 2009 werd een 20 tesla supergeleidende magneet met een gewicht van negen ton in het gebouw geplaatst. Deze supermagneet, ontwikkeld door het Amerikaanse bedrijf Varian, wordt deels betaald door de Nederlandse Organisatie voor Wetenschappelijk Onderzoek en deels door de Radboud Universiteit. Wereldwijd zijn er maar zes van deze uiterst stabiele magneten (afwijking maximaal 1 op 10 miljoen). Bij continue koeling met stikstof en helium blijft de magneet permanent actief.
De meest recente aanwinst is een Bruker magneet met een sterkte van 22,3 tesla, die in 2021 is geïnstalleerd.
Het paviljoen is genoemd naar Samuel Goudsmit, de Nederlands-Amerikaanse ontdekker van het fenomeen spin waarop de NMR-techniek is gebaseerd.
Het Goudsmitpaviljoen is door middel van een ondergronds gangenstelsel verbonden met het Huygensgebouw en het NanoLab Nijmegen.